# Бабья (Вологодская область)
Бабья — деревня в Бабушкинском районе Вологодской области.
Входит в состав Рослятинского сельского поселения (с 1 января 2006 года по 8 апреля 2009 года входила в Жубрининское сельское поселение), с точки зрения административно-территориального деления — в Жубрининский сельсовет.
Расстояние до районного центра села имени Бабушкина по автодороге составляет 106 км, до центра муниципального образования Рослятино по прямой — 19 км. Ближайшие населённые пункты — Мумаиха, Горка, Терехово.
Население по данным переписи 2002 года — 10 человек.